# عدالت آغا أوغلي
عدالت آغا أوغلي (بالتركية: Adalet Ağaoğlu)‏ (1929 - 2020)، هي قاصة وروائية وكاتبة مسرحية تركية، تعتبر واحدة من أهم الروائيين في الأدب التركي في القرن العشرين فازت بعدة جوائز.

## حياتها
ولدت في 23 أكتوبر 1929 بمنطقة ناللي خان المحادية للعاصمة أنقرة. والدها كان تاجر قماش حافظ مصطفى سومر. وهي الابنة الوحيدة للعائلة وسط ثمانية أطفال ذكور.
بعد أن اتمت تعليمها الإبتدائي في ناللي خان، انتقلت إلى أنقرة مع عائلتها في عام 1938. وبعد الانتهاء من دراستها الثانوية في مدرسة أنقرة الثانوية للبنات، تخرجت من كلية اللغة والتاريخ والجغرافيا بجامعة أنقرة في عام 1950 من قسم اللغة الفرنسية وآدابها.

## وفاتها
توفيت يوم 14 يوليو 2020 بمدينة إسطنبول بعد تلقي علاج العناية المركزة، بسبب فشل العديد من الأعضاء.

## من مؤلفاته

### من أعمالها الروائية
- الموت نوما
- ليلة الزفاف
- قشعريرة الروح
- نهاية صيف
- الصوت الأول للصمت
- أشكال الدفاع عن الحياة.